# Jean-Christophe Rufin
Jean-Christophe Rufin, född 28 juni 1952 i Bourges i Cher i Frankrike, är en fransk läkare, författare, ambassadör och ledamot av franska akademien. Han har varit ordförande för den internationella organisationen Action contre la faim och är en av grundarna av Läkare utan gränser. Han utnämndes till ambassadör i Senegal 2007.

## Biografi
Rufin föddes i Bourges i departementet Cher 1952. Han var enda barnet och växte upp hos sina morföräldrar eftersom hans far hade lämnat familjen och hans mor arbetade i Paris. Hans farfar var läkare och medlem av den franska motståndsrörelsen under andra världskriget och hade varit fängslad i två år i Buchenwald.
Efter studier i medicin åkte Rufin 1977 till Tunisien för att arbeta som volontärläkare. Han ledde sin första humanitära mission i Eritrea, där han träffade Azeb, som blev hans andra hustru.

### Engagemang i mänskliga rättigheter
Efter att ha tagit examen vid Institut d'études politiques de Paris (Sciences-Po) 1986 blev han rådgivare till ministern för mänskliga rättigheter och publicerade sin första bok Le piège humanitaire, en uppsats om politiska satsningar för humanitära insatser.
Han är en av pionjärerna inom den humanitära rörelsen Läkare utan gränser, för vilken han har lett flera uppdrag i Östafrika och Latinamerika. Han har tidigare varit vice ordförande för organisationen, och ordförande för den icke-statliga organisationen Action contre la faim (ungefär Aktion mot hunger).

### Rapport om rasism och antisemitism
Under 2003 fick Rufin i uppdrag av Frankrikes inrikesminister Dominique de Villepin att skriva en rapport om vågen av antisemitismen i Frankrike. Han presenterade den slutliga rapporten den 19 oktober 2004. Rapporten har blivit känd som Rufinrapporten.
Det här ingick Rufinrapporten: 
- Rasism och antisemitism är ett hot mot den franska demokratin.
- Antisemitiska handlingar utförs inte bara av extremhögern och ungdomar av nordafrikanskt ursprung, utan också av ”missnöjda individer” vars antisemitiska tvångstankar driver på sina angrepp mot judar och judiska institutioner.
- Radikala antisionister som ifrågasätter Israels rätt att existera är farliga.

Rapporten rekommenderar de här åtgärderna:
- Att en lag skapas för att straffa dem som offentligt jämställer Israel med apartheid eller Nazityskland.
- Att den franska pressfrihetslagen från 1881 är alltför omfattande för att kunna hantera frågorna om rasism på ett bra sätt.
- Att intolerans motverkas i skola och utbildning av nya invandrare i kampen mot rasism och antisemitism.
- Att en funktion som övervakar rasistiska och antisemitiska webbplatser skapas och att den samarbetar med myndigheter för att åtala de ansvariga.

Rapporten kritiserades av Michel Tuniana i organisationen Ligue des droits de l’homme, som anklagade Rufin för att agera som både pyroman och brandman. Tuniana menade att fokuseringen på antisemitism skapade en ”obalans” i kampen mot rasism, och att om rekommendationen blev lag skulle paraplyorganisationen för Internationella federationen för mänskliga rättigheter straffas eftersom den ansåg Israels behandling av israeliska araber som ”diskriminerande”.

### Litterär karriär
Jean-Christophe Rufin har arbetat mer än tjugo år av sitt liv för icke-statliga organisationer i Nicaragua, Afghanistan, Filippinerna, Rwanda och på Balkan. Med dessa erfarenheter har han studerat frivilligorganisationernas roll i konfliktsituationer. Särskilt i sin första essä Le piège humanitaire (1986), om politik för humanitära insatser och paradoxer i rörelsen Läkare utan gränser, och i sin tredje roman, Les causes perdues (1999) (på svenska Jag hade väntat mig något annat, 2000).
Hans äventyrsromaner, historiska och politiska romaner, har samma ådra som forna dagars stora reportrar, som Albert Londres, Joseph Kessel, Henry Monfreid, och visionärer som George Orwell och Ray Bradbury.
| ”                            | Jag har deformerats i visuell mening. (...) Som Kundera sagt, det finns två typer av författare: den musikaliska författaren, och målande författaren. Jag är en målande. (...) När vi skriver, så lyssnar vi eller ser. Vi kan inte göra båda samtidigt. | „ |
| – Le Figaro, 10 augusti 2007 | |   |

Rufin mottog Goncourtpriset 2001 för sin roman Rouge Brésil.
2008 valdes Jean-Christophe Rufin in i Franska akademien.